# Charles Butler
El general Charles Butler, I conde de Arran, III duque de Ormonde (1671-1758) fue un militar y político irlandés. 

## Biografía
Charles Butler nació el 4 de septiembre de 1671.  Era el hijo menor de Thomas Butler y de su esposa Emilia. El padre era conocido como lord Ossory y era el heredero natural de James Butler, I duque de Ormonde, pero falleció antes que él y nunca se convirtió en duque. Fue su hermano mayor, James Butler, quien tras suceder a su abuelo en 1688 se convirtió en II duque de Ormonde. La familia de su padre, la dinastía Butler, era hiberno-normanda y descendía de Theobald Walter, quien había sido elegido mayordomo principal de Irlanda por el rey Enrique II de Inglaterra en 1177.  La madre de Carlos era holandesa. Su familia era una rama cadete de la Casa de Nassau. Ambos padres eran protestantes. Se casaron el 17 de noviembre de 1659. 